# Buchwissenschaft
Die Buchwissenschaft (auch Buchwesen und Buchkunde) behandelt das Buch – sowie verwandte Formen wie die Broschüre, das Flugblatt usw. – als Medium der Schriftkommunikation unter kulturellen, ökonomischen und soziologischen Fragestellungen. Forschungsfragen entstehen aus dem Spektrum der Funktionen und Leistungen des Buchs im Kommunikationssystem der Geschichte ebenso wie der Gegenwart. Kennzeichnend für die Buchwissenschaft als inter- und transdisziplinär arbeitender Wissenschaft ist daher ein methodischer Pluralismus: Übernahme und Anpassung von Methoden und Modellen aus anderen Disziplinen. Früher war Bibliografie auch als Ausdruck für die Bücherkunde allgemein üblich.
Die Wissenschaftskontexte der Buchwissenschaft sind vielfältig und reichen teilweise weit zurück. Eine der Wurzeln ist die ‚Litterärgeschichte‘ des 18. Jahrhunderts als historisch-systematische Bücherkunde, die in der Bibliophilie ihren spezialisierten Seitenzweig hat. Im Zentrum der Buchkunde standen und stehen die Inkunabel- und Frühdruckforschung sowie die analytische Druckforschung. Unter historisch-soziologischer Perspektive erforscht die Buchhandelsgeschichte die Ökonomie des Buchs und der Verwertungskette vom Autor über den Buchhandel bis zum Käufer und Leser. In jüngerer Zeit sind hier explizit wirtschaftswissenschaftliche Fragestellungen hinzugetreten.

## Bereitstellungsqualität des Buchs
Der Schweizer Medien- und Kommunikationswissenschaftler Ulrich Saxer entwickelte für eine Konzeptualisierung des Begriffs Medium eine Nominaldefinition, die der Medienwissenschaft „Identität verleiht, dem expansiven Gegenstand gerecht wird und die medienbezogenen Beiträge unterschiedlicher Disziplinen integriert“. Diese Definition beschreibt Medien wie folgt: „Medien sind komplexe institutionalisierte Systeme um organisierte Kommunikationskanäle von spezifischem Leistungsvermögen.“ Im Zentrum der Definition steht der Aspekt der Kommunikationskanäle. Dieser ist der Dreh- und Angelpunkt und fasst Medien als Elemente kommunikativen Handelns.
Eine Buchwissenschaft, die das Buch als Kommunikationsmedium betrachtet, stellt den buchspezifischen Kommunikationsprozess unter Berücksichtigung seiner Systemhaftigkeit in den Fokus. Das Gelingen von Kommunikation ist nur dann gewährleistet, wenn Medien organisiert, institutionalisiert und funktional sind. Organisationen wie Verlage und Buchhandel sorgen dafür, dass die Kommunikationskette zweckerfüllend aufrechterhalten wird. Institutionen etablieren das Buch im gesellschaftlichen Kontext und Funktionalität betrachtet das Wirkungspotential des Buchs.
Grundlegend für dieses integrative Modell ist die Vorstellung von Medien als Kommunikationskanal. Dieser transportiert, unterstützt durch Medientechnologien, spezifische Zeichen. Ein solches Verständnis von Medien meint mehr als deren reine Materialität und damit physische Beschaffenheit. Vielmehr ist darunter das Dispositiv eines Mediums, hier des Buchs, zu verstehen. Ulrich Saxer fasst diesen Umstand mit dem Begriff der Bereitstellungsqualität, der auf den Publizisten und Kommunikationswissenschaftler Hans K. Platte zurückzuführen ist. Bereitstellungsqualität umfasst Zeichensysteme, Inhalte, Technik des Bereitstellungsvorgangs und hierbei die Periodizität der Produktion, herstellungstechnische Aspekte an sich sowie verschiedene Formate und Bereitstellungsdauer, -räume und -kosten. Die Bereitstellungsqualität stellt nach Ulrich Saxer eines der wesentlichen Arbeitsfelder der Buchwissenschaft dar. Weiterhin zählt er dazu die Beschäftigung mit dem Formalobjekt Buch sowie die Buchkommunikation, -wirtschaft und -funktionalität. Buchfunktionalität ist dabei die Summe aller dem Medium Buch zugeschriebenen Leistungen, die sich aus verschiedenen Produkten des Buchs und ihrer jeweiligen Bereitstellungsqualität sowie deren Akzeptanz, resultierend aus dem Gratifikationspotential, zusammensetzt. Hieran zeigt sich, dass Buchkommunikation im Speziellen wie Medienkommunikation im Allgemeinen ein hochkomplexer Vorgang ist. Jede Veränderung eines systemimmanenten Elements bedingt die Veränderung des gesamten Systems: „Von der Textniederschrift des Autors bis zur Lektüre des Gedruckten durch den Bucheigentümer oder -entleiher ist die Her-, Bereitstellungs- und Nutzerkette lang, und entsprechend vielfältig sind die Möglichkeiten, dass sie durch Missverständnisse fehlgeleitet oder überhaupt durch Kommunikationsverweigerung abgebrochen wird.“
Der Aspekt Bereitstellungsqualität betrifft in weiten Teilen die Bereiche Typographie und Herstellung von Büchern. Durch den wesentlichen Anteil an der Steigerung der Funktionalität von Buchkommunikation sind hier Ansätze aus der Leserforschung, vor allem die Lesemotivations- und -wirkungsforschung, relevant. Da Bereitstellungsqualität eng mit entsprechenden Medientechnologien verknüpft ist, sind jeweils, analog zu einem weiten Buchbegriff, „unterschiedliche, historisch aktualisierte Repräsentationen der Textüberlieferung“ und die damit zusammenhängenden Forschungsfragen zu untersuchen. Zusätzlich zu gewandelten mediengeschichtlichen Aspekten des Buchs sind, gewissermaßen als Rahmen, das Selbstverständnis einer Disziplin Buchwissenschaft und ihre damit verbundenen Forschungsfragen zu berücksichtigen.

## Fachgeschichte der Buchwissenschaft
Das Fach Buchwissenschaft wird derzeit an vier deutschen Universitäten gelehrt und wurde zuvor an einer weiteren deutschen und einer schweizerischen Universität unter diesem Namen gelehrt. Die folgende Nennung folgt den Entstehungsdaten.
Universität Leipzig: Auf Betreiben des Börsenvereins der Deutschen Buchhändler entstand 1925 eine Professur für Buchhandelsbetriebslehre an der damaligen Handelshochschule. Daran knüpft die 1994 am Institut für Kommunikations- und Medienwissenschaft der Universität Leipzig errichtete Professur für Buchwissenschaft an, die Siegfried Lokatis von 2006 bis 2022 innehatte. 2022 hat die Universität Leipzig die Buchwissenschaft in eine Professur für Medienwandel umgewidmet und das Fach Buchwissenschaft geschlossen.
Johannes Gutenberg-Universität Mainz: Das Mainzer Institut für Buchwissenschaft ist aus dem im Jahr 1900 gegründeten Gutenberg-Museum hervorgegangen und wurde 2018 in das Institut für Weltliteratur und schriftorientierte Medien überführt. 1947 wurde eine Stiftungsprofessur eingerichtet, die 1949 in eine ordentliche Professur überführt wurde, den Gutenberg-Lehrstuhl. Dessen erster Inhaber, Aloys Ruppel, war bis 1963 in Personalunion auch Direktor des Museums. Ihm folgte 1969 Hans Widmann nach, 1976 gefolgt von Hans-Joachim Koppitz, 1992 dann Stephan Füssel bis 2021. Derzeitige Leitung: Gerhard Lauer.
Friedrich-Alexander-Universität Erlangen-Nürnberg: Aus den Historischen Hilfswissenschaften entstand 1983 eine Professur für Buch- und Bibliothekskunde, die Alfred G. Świerk innehatte und die zunächst dem Lehrstuhl für Geschichte des Mittelalters und Historische Hilfswissenschaften angegliedert war. Seit 1997 gibt es eine Professur für Buchwissenschaft, seit 2010 einen entsprechenden Lehrstuhl, den Ursula Rautenberg von 1997 bis 2019 innehatte, sowie seit 2011 eine weitere Professur für Buchwissenschaft und Medienwirtschaft, derzeitige Leitung: Svenja Hagenhoff.
Ludwig-Maximilians-Universität München: Die Gründung der Studiengänge Buchwissenschaft am Institut für Deutsche Philologie geht auf die Initiative von Herbert G. Göpfert, Verlagsleiter des Carl Hanser Verlags, zurück. Unter der Leitung von Georg Jäger wurde 1987 der Aufbaustudiengang Buchwissenschaft, 1996 der Diplomstudiengang Buchwissenschaft etabliert. 2006 folgte Christine Haug als Professorin für Buchwissenschaft. 2018 erfolgte die Gründung des Zentrum für Buchwissenschaft: Buchforschung – Verlagswirtschaft – Digitale Medien.
Westfälische Wilhelms-Universität: Der Anglist Bernhard Fabian profilierte die Buchforschung seit den 1960er Jahren als Buchgeschichte, analytische Druckforschung und Editionskunde. Das Institut trug bis 1999 den Namen Forschungsinstitut für Buchwissenschaft und Bibliographie/Institutum Erasmianum und heißt heute Institut für Buchwissenschaft und Textforschung. Es bietet buchwissenschaftliche Lehrveranstaltungen in der Anglistik an. Derzeitige Leitung: Corinna Norrick-Rühl (seit 2020).
Universität St. Gallen: Das interdisziplinäre Center for Book and Publishing Studies (Kompetenzbereich Buchwissenschaften) am Institut für Medien- und Kommunikationsmanagement der Universität St. Gallen existiert seit 2006. Entsprechend dem Fächerspektrum als Hochschule für Wirtschafts-, Recht- und Sozialwissenschaft liegt der Schwerpunkt des Lehrprogramms Buch- und Medienwirtschaft auf juristisch-ökonomischen Gebiet mit deutlichem Praxisbezug. Leiter war von 2009 bis 2020 Vincent Kaufmann.

## Methoden der Buchwissenschaft

### Historisch-hermeneutische Buchforschung
Typenkunde und analytische Druckforschung
Spezifisch buchwissenschaftliche Methoden sind im Kontext der materiellen, physischen Erschließung und hier besonders für das gedruckte Buch der Handpressenzeit entwickelt worden. Im Zusammenhang mit der im 18. Jahrhundert einsetzenden Katalogisierung und bibliographischen Beschreibung von Inkunabeln (Inkunabelforschung) entstand u. a. die von Robert Proctor und Karl Haebler entwickelte Typenkunde als Methode, die Vielfalt der Inkunabeldruckschriften systematisch zu erfassen und zu klassifizieren. Bei Drucken ohne Impressum konnten so Druckwerkstätten ermittelt und das Jahr oder der Zeitraum, in dem das Buch gedruckt wurde, ermittelt werden. Die Descriptive Bibliography/Analytical Bibliography (u. a. Ronald B. McKerrow, Philip Gaskell und Martin Boghardt) entwickelte die Methode für Drucke aus dem 16. bis zum 19. Jahrhundert weiter. Im Mittelpunkt steht der Vergleich von möglichst vielen Exemplaren einer Auflage. Varianten im Druck und im Text geben Hinweise zum Produktionsprozess und zur Organisation der Druckwerkstatt. Auch für literaturwissenschaftliche Probleme bei einer unklaren Druck- oder Ausgabengeschichte kann die Methode herangezogen werden. Die von Marianne Bockelkamp und Louis Hay initiierte Analytische Handschriftenforschung untersucht in Anlehnung an die Analytische Druckforschung bes. an literarischen Werken des 19. und 20. Jahrhunderts die gesamte schriftliche Überlieferung (u. a. Entwürfe, Druckmanuskripte, Korrekturabzüge), um die Genese eines Werks bis zum Druck zu dokumentieren.
Papier- und Wasserzeichenkunde
Die Papier- und Wasserzeichenanalyse ist ebenfalls Teil buchwissenschaftlicher Methoden zur Datierung und Zuweisung von Druckwerken. Eine räumliche Einordnung von Drucken ohne Impressum ist nur sehr begrenzt möglich, da Papier als Ware und gefragtes Handelsgut weiträumig gehandelt worden ist. Als Vergleichs- und Referenzverfahren setzt diese Methode große, methodisch einheitlich angelegte Korpora voraus, in denen Wasserzeichen gesammelt und katalogisiert werden. Das nach wie vor wichtige, umfassende Korpus, die von Gerhard Piccard im Hauptstaatsarchiv seit 1951 in Stuttgart zusammengetragene Wasserzeichenkartei, beruht auf Zeichnungen auf Karteikarten, die inzwischen digitalisiert zur Verfügung stehen. Im Aufbau befindet sich das „Wasserzeichen-Informationssystem“ (WZIS), das die digitalisierten Bestände von Wasserzeichen in mittelalterlichen Handschriften zusammenführt. International hat das Projekt Bernstein – The Memory of Paper große Bedeutung erlangt.
Methoden der Einbandforschung und die Makulaturforschung werden ebenfalls für die historische Buchforschung genutzt.

### Methoden der historischen Leserforschung
Provenienzforschung
Die Provenienzforschung ist für die Überlieferungsgeschichte von Werken sowie die qualitative Leserforschung von großer Bedeutung. Für die Bibliotheksgeschichte lassen sich aus Provenienzeinträgen Sammlungen bzw. Bibliotheken rekonstruieren, die im Lauf der Zeit auseinandergerissen worden sind. Die Buchhandelsgeschichte nutzt Provenienzeinträge, um Aufschluss über Handelsräume und Warenströme des frühen Buchhandels sowie die Wanderung von Exemplaren zu gewinnen.
Provenienzen werden im Rahmen von ausführlichen Beschreibungen von Handschriften erfasst, bei Drucken als Teil der exemplarspezifischen Besonderheiten. Am Buch selbst sind Herkunfts- und Besitzvermerke zu erschließen über:
- Handschriftliche Einträge des Namens eines privaten Besitzers und/oder einer Institution
- Exlibris
- Bibliotheksstempel
- Widmungen u. a. des Autors, sowie Schenkungsvermerke
- Annotierungen, Marginalien usw.

Zu den externen Quellen der Provenienzforschung gehören Nennungen von Buchtiteln in (historischen) Bibliotheks- und Bücherkatalogen, Akzessionsjournalen, Antiquariatskatalogen, Testamenten, Archivalien usw.
Besonders bei privaten Besitzern ist die Identifizierung einer konkreten Person, ihrer Lebensdaten, Berufszugehörigkeit oder sozialen Einordnung, die für die Leserforschung von Interesse ist, oft nur über die aufwändige Recherche biographischer Nachschlagewerke und archivalischer, auch unpublizierter, Quellen möglich.
Statistische Methoden der Buch- und Leserforschung
Grundfragen der Buchhandelsgeschichte sind häufig quantitativ ausgerichtet: Fragen nach Buch(titel)Produktionszahlen (Ausgaben, Exemplare), dem zeitlichen Verlauf der Buch(titel)produktion, der Zahl erhaltener Exemplare, der Bereitstellung und der Verbreitung von Lektüre, Leseinteressen usw.
Der methodische Zugriff beschränkt sich meist auf einfache Analyseverfahren deskriptiver Statistik, die quantitativ ausgewertet werden. Ein grundlegendes Problem historischer Statistik ist die Qualität der verfügbaren Daten. Nicht selten ist unklar, wie die Aufzeichnungen zustande kamen und was genau diese erfassen, sowie seltener, je weiter sie in die Geschichte zurückreichen. Einer statistischen Auswertung sollte eine sorgfältige Beurteilung dessen vorausgehen, welche Fragen an die Datenbasis überhaupt gestellt werden können.

### Empirische Forschung
Die Buchwissenschaft bearbeitet mittlerweile Fragestellungen, die den Realwissenschaften zurechenbar sind. Exemplarisch zu nennen sind Fragen zur Struktur von Märkten, zur Organisation von Unternehmen wie Verlagen oder Händlern, zum Verhalten von Kunden bzw. Lesern (zur Leseforschung s. u.) oder auch zur technischen Machbarkeit von digitalen Gütern oder Infrastrukturen. Der realwissenschaftliche Bezug erfordert in der Forschung ein Zusammenspiel aus Theorie und Empirie. So motiviert ist es erforderlich, den angestammten Methodenkanon der Buchwissenschaft um die empirische Forschung zu ergänzen. Die Erkenntnisziele der empirisch fundierten Buchwissenschaft sind deskriptiver, explanativer (d. h. theorie- oder hypothesentestend), explorativer (theorie- oder hypothesengenerierend) und auch gestalterischer (und damit normativer) Art.
Konkrete Methoden stammen zum einen aus der empirischen Sozialforschung, in der die qualitative von der quantitativen Empirie unterschieden wird. In Letzterer kommt die deskriptive wie auch die analytische Statistik (Inferenzstatistik, multivariate Statistik) zur Anwendung.
Zum anderen kommen auch Methoden der angewandten Informatik zum Einsatz. Hier wird die technische Machbarkeit durch prototypische Implementierungen getestet. Relevant wird dieses z. B. bei der Entwicklung digitaler Informationsgüter, wie z. B. Enhanced E-Books oder Apps.

### Methoden der modernen Lese- und Leserforschung
In der Lese- und Leserforschung werden je nach Fragestellung verschiedene Methoden eingesetzt. Die am häufigsten verwendete Methode ist die Befragung. Mit ihrer Hilfe können lesemedien- und lesestoffbezogene Auswahlkriterien bzw. Motivationen abgefragt werden. Fragebogen und Interviews werden in diesem Zusammenhang vor allem genutzt, um Lesesozialisationsfaktoren zu erheben und um Wirkungen, Funktionen und Leistungen des Lesens zu erforschen. Durch Beobachtungen können konkrete Medienhandlungen und deren Wirkungen erfasst werden – einerseits durch Selbstbeobachtungen wie Tagebuchaufzeichnungen, andererseits durch Fremdbeobachtungen mithilfe von Beobachtungsbögen, Videoaufzeichnungen oder Messungen. Tests werden vor allem im Bereich der Lesekompetenzerfassung verwendet, unter anderem bei den IGLU-Studien und den PISA-Studien. Inhaltsanalysen werden meist angewendet, um Ergebnisse, die durch andere Erhebungsmethoden gewonnen wurden, zu strukturieren. Ein Desiderat der Leseforschung sind Studien, die sich mit dem Leseprozess beschäftigen. Diese sind schwierig zu belegen, da hierbei die Hirnaktivitäten und neurobiologischen Vorgänge während des Lesens abgebildet werden müssen.

## Leseforschung

### Disziplinen und Fachgebiete
Leseforschung als umfassender Forschungskomplex spielt in nahezu allen wissenschaftlichen Disziplinen eine mehr oder minder große Rolle. Die folgenden Disziplinen definieren spezifische Felder der Leseforschung vor.
Literatur- und Sprachwissenschaften erforschen Leseprozesse und Lesewirkungen über die Vorstrukturierung durch Sprache, Form und Inhalt. Sie orientieren sich an den gelesenen Inhalten.
Die Neurowissenschaften erforschen das Lesen als physischen Prozess der Wahrnehmung von Zeichen und deren Verarbeitung durch das Nervensystem. Psychologische Ansätze stellen dabei die kognitiven und emotionalen Prozesse während des Lesens und deren Auswirkungen auf die Persönlichkeit in den Mittelpunkt ihrer Analysen.
Die Pädagogik geht über die Erkenntnisse der Neurowissenschaften hinaus und erforscht Bedingungen der Lesesozialisation bzw. der literarischen Sozialisation und Methoden der Leseförderung zur Verbesserung der Lesekompetenz und damit der allgemeinen Bildung von Kindern und Jugendlichen. Soziologie, Kommunikationswissenschaft und Medienwissenschaft (Buchwissenschaft) erforschen das Lesen in einer ganzheitlichen Perspektive von Leseprozess, Lesemedium, Rezipient und institutionalisierten sozialen Rahmenbedingungen als Kulturtechnik.
Die Geschichtswissenschaften erforschen das Lesen in dieser Perspektive unter der Verknüpfung der Entwicklung des Lesens und unterschiedlicher Lesemedien in Verbindung mit der Entwicklung des Gesellschaftsgefüges oder einzelner Sozialsysteme.

### Lesemotivations- und Lesewirkungsforschung
Die Lesemotivations- und Lesewirkungsforschung entwickelte sich aus den Nutzen- und Belohnungsansätzen der allgemeinen Medienforschung. Die zentralen Forschungsfragen richten sich auf das „Davor“ und „Danach“ des eigentlichen Leseakts. Studien fragen danach, wieso und zu welchem Zweck gelesen wird, welche Wirkungen das Lesen hat und wie beides zusammenhängt.

### Prozessorientierte Lese- und Buchnutzungsforschung
Die prozessorientierte Leseforschung richtet ihr Erkenntnisinteresse auf den tatsächlichen Leseakt und erforscht, inwiefern dieser überhaupt möglich ist und was dabei geschieht. In dieser Perspektive ist auch der Begriff der Lesekompetenz verankert, welcher Forschungsfragen nach dem Rezipieren schriftlich codierter Informationen impliziert. Sie geht von einer kognitiv-psychologischen Konstruktion von Bedeutung aus, die auf Basis individueller Wissensstrukturen stattfindet und dem Einfluss individueller sozialer Kontexte unterliegt.

### Lesesozialisationsforschung
Lesesozialisationsforschung orientiert ihre Fragestellungen an mikroskopischen und makroskopischen Sozialstrukturen, vor allem Familie, Schule und Peer-Groups. Sie fragt danach, unter welchen Bedingungen der Erwerb von Lesekompetenz stattfindet und welche Auswirkungen dies auf die soziale Lage des Individuums hat. Sie konzentriert sich dabei meist auf Kinder und Jugendliche. Hintergründe dieser Forschungsrichtung sind meist Theorien zur allgemeinen Sozialisation und Persönlichkeitsentwicklung. Lesesozialisationsforschung besitzt zumeist den Anspruch, ihre Erkenntnisse in Anwendungen der Leseförderung zu überführen.

### Gesellschaftstheorie
Leseforschung im Rahmen der Gesellschaftstheorie bezieht sich auf die Funktionen des Lesens für makroskopische Sozialstrukturen. Lesen wird hier als soziale Kommunikation betrachtet, die Einfluss auf die Gesellschaftsgenese hat, beispielsweise in der Systemtheorie oder den Cultural Studies. Ein typisches Theorem ist beispielsweise die Wissenskluft-These, welche die Entstehung von sozio-kulturellen Problemen mit der Wechselwirkung von Lesekompetenz und Bildung in Beziehung setzt.

### Kritik an der Leseforschung
Eine Folge der Reichweite von Leseforschung sind fehlende einheitliche Definitionen von zentralen Begriffen wie Lesen oder Lesekompetenz, die in Disziplinen und Einzelstudien unterschiedlich verwendet werden. Eine einheitliche Grundlagentheorie des Lesens ist bisher nicht erstellt worden. Interdisziplinäre Bezüge werden in den empirischen Arbeiten noch zu oft vernachlässigt.
Die theoretischen Hypothesen der Leseforschung und die häufig mit der Praxis der Leseförderung verwobenen empirischen Erkenntnisse klaffen oftmals noch zu weit auseinander, um wirkliche Aussagen zu ermöglichen.
Problematisch ist zudem nach wie vor die historisch bedingte Ansicht des Lesens als kulturell und intellektuell wertvoller Tätigkeit, welche die objektive Erforschung von Veränderungen der Leseweisen und Lesemedien erschwert. Die Integration neuer digitaler Lesemedien findet bisher kaum statt.
Insgesamt kann in manchen Bereichen eine unzureichende Datenlage bemängelt werden, insbesondere weil sich die Leseforschung oft auf die Instanzen von Familie, Schule und Peers beschränkt und Leseforschung auf den Bereich von Kindern und Jugendlichen einschränkt. Für Erwachsene existieren weder eine hinreichende Datengrundlage, noch theoretische Modelle zur Erforschung von Bedeutung und Veränderungen des Lesens.

## Buchhandelsgeschichte
Zu den zentralen Tätigkeitsbereichen der Buchwissenschaft gehören buchhandelsgeschichtliche Forschungen. Sie orientieren sich zumeist an chronologisch gefassten Entwicklungslinien: Handschriftenproduktion und -handel bis Mitte des 15. Jahrhunderts, Buchhandel in der Frühdruckzeit, Messe- und Tauschzeitalter bis Mitte des 18. Jahrhunderts, Modernisierung und Professionalisierung um 1800, Differenzierung und Institutionalisierung seit dem 19. Jahrhundert, Buchhandel im 20. Jahrhundert. Die thematischen Schwerpunktsetzungen innerhalb der buchhandelsgeschichtlichen Forschungen erfolgen häufig interdisziplinär durch die Analyse u. a. wirtschafts-, kultur-, rechts- und politikgeschichtlicher Entwicklungen. Differenziert werden kann hierbei zwischen der Untersuchung von endogenen, brancheninternen Phänomenen und exogenen Rahmenbedingungen. Neben der vorwiegend universitär veranlassten Forschung hat die Buchhandelsgeschichte in Deutschland durch die 1875 erfolgte Gründung der Historischen Kommission des Börsenvereins der Deutschen Buchhändler einen bis heute wichtigen Impuls erfahren. Im Auftrag der Historischen Kommission des Börsenvereins wurden Anfang des 20. und Anfang des 21. Jahrhunderts die umfangreichsten Darstellungen zur Geschichte des deutschen Buchhandels herausgegeben.

## Studium
In Deutschland ist die Buchwissenschaft als Studienfach als Kleines Fach eingestuft. Die Arbeitsstelle Kleine Fächer an der Universität Mainz verzeichnet insgesamt fünf Standorte.
Buchwissenschaft ist als Forschungs- und Studiendisziplin seit mehreren Jahrzehnten in Deutschland etabliert. Der älteste Lehrstuhl befindet sich an der Universität Mainz (JGU) und feierte im Juni 2007 sein 60-jähriges, 2022 sein 75-jähriges Bestehen. Der medienwissenschaftlich profilierte Mainzer Lehrstuhl verfolgt einen praxisorientierten Ansatz, der vor allem durch die Mitarbeit von Dozenten aus Verlagen und den betriebswirtschaftlichen Aufbau geprägt ist. Als größter Standort für das Studium des Faches bietet er vier Bachelor- und Masterstudiengänge an, die die Zeit von der Erfindung des Buchdrucks bis zu heutigen Sozialen Medien ebenso abdecken wie Kinder- und Jugendliteratur, Leseforschung und digitale Datenanalysen.
Die Buchwissenschaft an der Friedrich-Alexander-Universität Erlangen-Nürnberg (FAU) besteht seit 1983. Im Zentrum der Forschung und Lehre des Lehrstuhls stehen das Buch als Kommunikationsmedium, seine Funktionen in der Gesellschaft und seine Stellung im Mediensystem in Geschichte und Gegenwart. Weitere Schwerpunkte sind Elektronisches Publizieren und Digitale Ökonomie. Im Rahmen eines langjährigen, von der Deutschen Forschungsgemeinschaft geförderten Projekts, hat die Erlanger Buchwissenschaft den buchwissenschaftlichen Teil des Fachportals für die Bibliotheks-, Buch- und Informationswissenschaften b2i aufgebaut und betreut diese weiter.
Die Studiengänge am Zentrum für Buchwissenschaft der Ludwig-Maximilians-Universität München (LMU) verfolgen eine Verflechtung von Wissenschafts- und Praxisorientierung in der Lehre. Innerhalb der LMU kooperiert die Buchwissenschaft seit vielen Jahren erfolgreich mit Nachbardisziplinen, u. a. mit der Betriebswirtschaftlichen und Juristischen Fakultät, im außeruniversitären Umfeld mit Verlagen und Institutionen des Kultur- und Literaturbetriebs. Seit 2018 bildet sich das in der Gründung des Zentrum für Buchwissenschaft: Buchforschung – Verlagswirtschaft – Digitale Medien ab.
Buchwissenschaft an der Universität Leipzig (AML) ist vornehmlich buchhistorisch und methodologisch kommunikationswissenschaftlich ausgerichtet. Die Universität Münster (WWU) bietet im Rahmen des Studiengangs „Master of British, American and Postcolonial Studies“ am Englischen Seminar buchwissenschaftliche Module an. Verwandt sind darüber hinaus auch verschiedene medienpraktische Studiengänge der Hochschule für Technik, Wirtschaft und Kultur (HTWK) in Leipzig und der Hochschule der Medien (HdM) in Stuttgart.
Neben einer wissenschaftlichen Tätigkeit können Absolventen eines buchwissenschaftlichen Studiengangs in unterschiedlichen Bereichen Beschäftigung finden. Berufsmöglichkeiten bieten sich im Verlagswesen, in dem Buchwissenschaftler je nach Schwerpunkt ihrer Ausbildung im kaufmännischen, herstellenden oder inhaltlichen Sektor tätig werden. Des Weiteren bieten der Buchhandel, Verbände sowie öffentliche Bibliotheken, Büchereien und Archive Ein- und Aufstiegsmöglichkeiten.

## Förderung
Gefördert werden buchwissenschaftliche Arbeiten derzeit vor allem durch folgende Stipendien und Preise:
- Das Thalia-Promotionsstipendium wird (seit 2007) an der Universität Erlangen-Nürnberg vergeben. Damit fördert die Thalia Universitätsbuchhandlung GmbH (Thalia West) Nachwuchswissenschaftler im Fach Buchwissenschaft an der Erlanger Universität. Doktoranden, die zu Themen der Marktstruktur, Unternehmensstrategie und des Kundenverhaltens im verbreitenden Buchhandel forschen, können ein mit insgesamt 24.000 Euro dotiertes Promotionsstipendium über 2, max. 2,5 Jahre erhalten, über dessen Vergabe ein Gremium von Buch- und Wirtschaftswissenschaftlern der Universität in Abstimmung mit einem Vertreter des fördernden Unternehmens entscheidet.
- Die Buchhandlung Hugendubel stiftet seit 2008 jährlich ein Preisgeld für die beste buchwissenschaftliche Masterarbeit am Zentrum für Buchwissenschaft der Ludwig-Maximilians-Universität München (LMU). Die Jury für die Preisverleihung setzt sich aus Vertretern des Faches, der Hugendubel-Geschäftsführung und aus Vertretern der Verlagsbranche zusammen.

## Verwandte Gebiete
- Buchgeschichte
- Editionswissenschaft
- Bibliothekswissenschaft
- Leseforschung
- Literaturwissenschaft
- Medienökonomie